# Дороватовский, Михаил Иванович
Михаи́л Ива́нович Дороватовский (27 сентября 1925, Ленинград — 3 ноября 1995, Таллин) — советский и эстонский кинооператор, режиссёр-документалист. Заслуженный деятель искусств Эстонской ССР (1975).

## Биография
Родился в Ленинграде в семье служащих. С 1943 года служил в Красной армии, сержант, участник Великой Отечественной войны. Демобилизовался в 1945 году.
После войны учился в Ленинградском кинотехникуме (ныне — Санкт-Петербургский институт кино и телевидения), который окончил в 1950 году. Поступив работать на Таллинскую киностудию звукооператором, в том же году в качестве ассистента оператора Владимира Парвеля участвовал в съёмках полнометражного фильма «Советская Эстония» (1950).
Является автором-оператором многих документальных фильмов, а также сюжетов для кинопериодики: «Новости дня», «Советский спорт», для киножурнала «Советская Эстония» — в количестве около 500, по выражению коллег став «летописцем» Эстонии эпох Сталина и Хрущёва. 
Михаил Дороватовский принадлежал к этому поколению кинематографистов, приехавших к нам из России и получивших кинообразование в России. Но Михаил Дороватовский смог жить в эстонской культуре и стал одним из её создателей и разработчиков.
Дебют в игровом кино состоялся в 1962 году на картине «С вечера до утра». Как оператор внёс значительный вклад в эстонскую художественную кинематографию. С конца 1970 года также снимал научно-популярные фильмы, являлся опорой для молодого поколения кинематографистов Эстонской ССР.
Член Союза кинематографистов СССР (СК Эстонской ССР).
Скончался 3 ноября 1995 года. Похоронен на кладбище Лийва в Таллине.

## Фильмография
Оператор
- 1953 — На лыжных трассах / Suusaradadel (документальный)
- 1953 — Пярнуские рыбаки / Pärnu kalurid (документальный)
- 1955 — Май в эстонских полях / Mais Eesti põldudel (документальный)
- 1957 — Наша Родина / Meie kodumaa (документальный)
- 1958 — Старый Таллин / Vana Tallinn (документальный)
- 1958 — Страницы борьбы / Lehekülgi võitlusest (документальный)
- 1958 — Таллиннские спортивные игры / Tallinna spordimängud (документальный)
- 1960 — Встречи на улице / Kohtumised tänaval (документальный)
- 1960 — Красота вокруг нас / Ilu meie ümber (документальный)
- 1960 — Один час / Üks tund (документальный)
- 1960 — Песни теперь идут / Laulud nüüd lähevad (документальный)
- 1960 — Четыре танца для вечера народного творчества / Neli tantsu rahvakunstiõhtuks (документальный)
- 1961 — Калеви Лайва обвиняет / Kalevi-Liiva süüdistab (документальный)
- 1961 — Люди с передовой / Inimesed eesliinilt (документальный)
- 1961 — Осенние мотивы / Sügismotiive (документальный)
- 1962 — История одной грамоты (документальный)[12]
- 1962 — Под одной крышей
- 1962 — С вечера до утра
- 1963 — Оглянись в пути / Jäljed
- 1964 — Взгляд на Таллинн / Pilk Tallinna (документальный)
- 1965 — Молочник из Мяэкюла /Mäeküla piimamees
- 1966 — Что случилось с Андресом Лапетеусом?
- 1966 — Письма с острова Чудаков (совместно с М. Каськом, Ю. Гаршнеком)
- 1968 — Люди в солдатских шинелях
- 1969 — Гладиатор /Gladiaator
- 1969 — Леэло / Leelo (документальный)
- 1970 — Семь дней Туйзу Таави / Tuulevaikus
- 1971 — Дон Жуан в Таллине
- 1972 — Кровавый камень / Verekivi
- 1973 — Необычный случай / Tavatu lugu
- 1974 — Красная скрипка / Punane viiul
- 1975 — Индрек / Indrek
- 1975 — Песни теперь идут… / Laulud nüüd lähevad… (документальный)
- 1975 — Правда / Tõde (документальный)
- 1975 — Школа господина Мауруса
- 1976 — Моя жена — бабушка / Minu naine sai vanaemkas (телевизионный)
- 1977 — Скорпион / Reigi õpetaja
- 1979 — Животноводство Эстонской ССР / Eesti NSV loomakasvatus (научно-популярный)
- 1979 — Улица 79 / Tänav 79 (документальный)
- 1979 — Художественный фестиваль / Kunstifestival (рекламный)
- 1980 — Вечерний отдых / Õhtune puhkus (документальный)
- 1980 — Песня для вечеринок / Pidulaul (документальный)
- 1981 — Автор народной песни / Rahvalaulu autor (документальный; совместно с А. Лооманом)
- 1981 — О спорт, ты — мир! (в соавторстве)
- 1981 — Очистить путь! / Rada vabaks! (документальный)
- 1982 — Да здравствует Университет / Vivat Universitas (документальный)
- 1982 — Один год из трехсот пятидесяти / Üks aasta kolmesaja viiekümnest (документальный; совместно с М. Ратасом)
- 1984 — Талисманы в автомобиле / Talismanid autodes (научно-популярный)
- 1985 — Это страшно (Вред аборта) / See on hirmus (Abordi kahjulikkus) (научно-популярный)
- 1986 — Не недооценивайте ремни безопасности / Ärge alahinnake turvavöösid (научно-популярный)
- 1987 — Впереди белая Олимпиада / Ees on valge olümpia (документальный)
- 1988 — Бросаем курить / Loobume suitsetamisest (документальный)
- 1988 — В семье подрастает дочь / Peres kasvab tütar (документальный)
- 1988 — Пожертвование / Donorlus (научно-популярный)
- 1989 — Свежий хлеб / Värske leib (документальный)
- 1989 — Юный путешественник / Noor reisija (документальный)
- 1990 — Виновники пропажи / Kaotuse süüdlased (документальный)
- 1990 — Дождь, дождь / Vihm, vihm (документальный)
- 1990 — На границе света и тени / Valguse ja varju piiril (документальный)
- 1991 — Наши русские /Meie venelased (документальный)
- 1993 — Стать государством /Riigiks saamine (документальный)

Режиссёр
- 1979 — Художественный фестиваль / Kunstifestival (рекламный)
- 1980 — Вечерний отдых / Õhtune puhkus (документальный)
- 1983 — Электротехника для всех / Elektrotehnika dlja každogo iz nas (научно-популярный)
- 1984 — Талисманы в автомобиле / Talismanid autodes (научно-популярный)
- 1985 — Это страшно (Вред аборта) / See on hirmus (Abordi kahjulikkus) (научно-популярный)
- 1986 — Не недооценивайте ремни безопасности / Ärge alahinnake turvavöösid (научно-популярный)
- 1987 — Впереди белая Олимпиада / Ees on valge olümpia (документальный)
- 1988 — Бросаем курить / Loobume suitsetamisest (документальный)
- 1988 — В семье подрастает дочь / Peres kasvab tütar (документальный)
- 1988 — Пожертвование / Donorlus (научно-популярный)
- 1989 — Свежий хлеб / Värske leib (документальный)
- 1989 — Юный путешественник / Noor reisija (документальный)
- 1990 — Виновники пропажи / Kaotuse süüdlased (документальный)
- 1990 — Дождь, дождь / Vihm, vihm (документальный)
- 1990 — На границе света и тени / Valguse ja varju piiril (документальный)

## Награды и звания
- медаль «За боевые заслуги» (15 декабря 1944)[13];
- заслуженный деятель искусств Эстонской ССР (1975)[5];
- орден Отечественной войны I степени (6 ноября 1985)[14].

## Память
Эпизод с участием М. И. Дороватовского на съёмочной площадке фильма «Гладиатор» вошёл в киножурнал «Советское кино» № 16 за 1969 год.
В монографии 2003 года об эстонском кино советского периода киновед Ыйэ Орав затрагивает раннюю работу Дороватовского в психологическом фильме «Что случилось с Андресом Лапетеусом?»:

Продуманная операторская работа во многом способствует успеху фильма как художественного целого. Если не ошибаюсь, это первый широкоформатный фильм Михаила Дороватовского, что делает его достижения ещё более заметными.
— «Таллинфильм I: Художественные фильмы 1947—1976 гг.»

## Комментарии
1. ↑  В ряде web-источников дан ошибочный год рождения М. И. Дороватовского — 1924. В прижизненном издании энциклопедического справочника «Советская Эстония» (1978) указан 1925 год[2]. В Sünnipäevade kalender 1996 года издания даты его жизни: 27.09.1925 — 03.11.1995[3].